# Australian Club World Championship Qualifying Tournament 2005
Australian Club World Championship Qualifying Tournament 2005 var Australiens utslagsturnering för att utse en representant att delta i Club Championship 2005. Turneringen bestod av 7 lag från A-League 2005/2006, med undantag för nyzeeländska New Zealand Knights. Turneringen var en engångshändelse, då FFA gick med i AFC (Asiens fotbollsförbund) 2006 och framtida kvalificeringar skulle ske genom ligan. Eftersom det var ojämnt antal lag i turneringen fick NSL-mästarna Perth Glory stå över kvartsfinalen och gå direkt till semifinal.
Finalen var ursprungligen tänkt att spelas på Hindmarsh Stadium i Adelaide, men flyttades till Express Advocate Stadium, Gosford, då båda finalisterna kom från New South Wales. Sydney besegrade Central Coast Mariners i finalen med 1–0.

## Spelträd
|  | Kvartsfinaler                 | Kvartsfinaler          |                        |       | Semifinaler | Semifinaler |  |  | Final | Final |
|  |                               |                        |                        |       |             |             |  |  |       |       |
|  |                               |                        |                        |       |             |             |  |  |       |       |
|  |                               |                        |                        |       |             |             |  |  |       |       |
|  |                               |                        |                        |       |             |             |  |  |       |       |
|  | 11 maj 2005                   |                        |                        |       |             |             |  |  |       |       |
|  |                               |                        |                        |       |             |             |  |  |       |       |
|  | Perth Glory                   | 1                      |                        |       |             |             |  |  |       |       |
|  | Perth Glory                   | 1                      | 7 maj 2005             |       |             |             |  |  |       |       |
|  |                               |                        | Sydney                 | 2     |             |             |  |  |       |       |
|  | Sydney                        | 3                      | Sydney                 | 2     |             |             |  |  |       |       |
|  | Sydney                        | 3                      | 15 maj 2005            |       |             |             |  |  |       |       |
|  | Queensland Roar               | 0                      |                        |       |             |             |  |  |       |       |
|  | Queensland Roar               | 0                      | Sydney                 | 1     |             |             |  |  |       |       |
|  | 7 maj 2005                    |                        | Sydney                 | 1     |             |             |  |  |       |       |
|  |                               | Central Coast Mariners | 0                      |       |             |             |  |  |       |       |
|  | Central Coast Mariners (str.) | Central Coast Mariners | 0                      | 0 (4) |             |             |  |  |       |       |
|  | Central Coast Mariners (str.) | 11 maj 2005            |                        | 0 (4) |             |             |  |  |       |       |
|  | Newcastle United Jets         | 0 (2)                  |                        |       |             |             |  |  |       |       |
|  | Newcastle United Jets         | 0 (2)                  | Central Coast Mariners | 4     |             |             |  |  |       |       |
|  | 7 maj 2005                    |                        | Central Coast Mariners | 4     |             |             |  |  |       |       |
|  |                               | Adelaide United        | 0                      |       |             |             |  |  |       |       |
|  | Adelaide United (str.)        | Adelaide United        | 0                      | 0 (4) |             |             |  |  |       |       |
|  | Adelaide United (str.)        |                        |                        | 0 (4) |             |             |  |  |       |       |
|  | Melbourne Victory             | 0 (1)                  |                        |       |             |             |  |  |       |       |
|  | Melbourne Victory             | 0 (1)                  |                        |       |             |             |  |  |       |       |

## Matcher

### Kvartsfinaler
|              | 7 maj 2005   | Sydney                                                      | 3 – 0           | Queensland Roar | Express Advocate Stadium               |                                        |
| 17:00 UTC+10 | 17:00 UTC+10 | Andrew Packer 18′ Ufuk Talay 41′ (str.) Sasho Petrovski 53′ | (2 – 0) Rapport |                 | Gosford, New South Wales Publik: 8 000 | Gosford, New South Wales Publik: 8 000 |
| 17:00 UTC+10 | 17:00 UTC+10 |                                                             |                 |                 | Gosford, New South Wales Publik: 8 000 | Gosford, New South Wales Publik: 8 000 |
| 17:00 UTC+10 | 17:00 UTC+10 |                                                             |                 |                 | Gosford, New South Wales Publik: 8 000 | Gosford, New South Wales Publik: 8 000 |

|              | 7 maj 2005   | Central Coast Mariners                               | 0000 0 – 0 (e.fl.)         | Newcastle United Jets                                  | Express Advocate Stadium               |                                        |
| 19:30 UTC+10 | 19:30 UTC+10 |                                                      | Rapport                    |                                                        | Gosford, New South Wales Publik: 9 809 | Gosford, New South Wales Publik: 9 809 |
| 19:30 UTC+10 | 19:30 UTC+10 |                                                      |                            |                                                        | Gosford, New South Wales Publik: 9 809 | Gosford, New South Wales Publik: 9 809 |
| 19:30 UTC+10 | 19:30 UTC+10 | Stewart Petrie Nik Mrdja Andrew Clark Dean Heffernan | Straffsparksläggning 4 – 2 | Ante Milicic Franco Parisi Richard Johnson Paul Kohler | Gosford, New South Wales Publik: 9 809 | Gosford, New South Wales Publik: 9 809 |

|                | 7 maj 2005     | Adelaide United                                       | 0000 0 – 0 (e.fl.)         | Melbourne Victory                          | Hindmarsh Stadium      |                        |
| 19:30 UTC+9:30 | 19:30 UTC+9:30 |                                                       | Rapport                    |                                            | Adelaide Publik: 7 254 | Adelaide Publik: 7 254 |
| 19:30 UTC+9:30 | 19:30 UTC+9:30 |                                                       |                            |                                            | Adelaide Publik: 7 254 | Adelaide Publik: 7 254 |
| 19:30 UTC+9:30 | 19:30 UTC+9:30 | Angelo Costanzo Richie Alagich Carl Veart Louis Brain | Straffsparksläggning 4 – 1 | Ricky Diaco Kristian Sarkies Danny Allsopp | Adelaide Publik: 7 254 | Adelaide Publik: 7 254 |

### Semifinaler
|              | 11 maj 2005  | Central Coast Mariners                            | 4 – 0           | Adelaide United | Express Advocate Stadium |                       |
| 19:30 UTC+10 | 19:30 UTC+10 | Nik Mrdja 20′ (str.), 43′, 65′ Stewart Petrie 24′ | (3 – 0) Rapport |                 | Gosford Publik: 4 539    | Gosford Publik: 4 539 |
| 19:30 UTC+10 | 19:30 UTC+10 |                                                   |                 |                 | Gosford Publik: 4 539    | Gosford Publik: 4 539 |
| 19:30 UTC+10 | 19:30 UTC+10 |                                                   |                 |                 | Gosford Publik: 4 539    | Gosford Publik: 4 539 |

|             | 11 maj 2005 | Perth Glory           | 1 – 2   | Sydney                               | Members Equity Stadium |                     |
| 19:30 UTC+8 | 19:30 UTC+8 | Ufuk Talay 47′ (sjm.) | Rapport | 49′ David Carney 76′ Sasho Petrovski | Perth Publik: 9 968    | Perth Publik: 9 968 |
| 19:30 UTC+8 | 19:30 UTC+8 |                       |         |                                      | Perth Publik: 9 968    | Perth Publik: 9 968 |
| 19:30 UTC+8 | 19:30 UTC+8 |                       |         |                                      | Perth Publik: 9 968    | Perth Publik: 9 968 |

### Final
|        | 15 maj 2005 | Central Coast Mariners | 0 – 1           | Sydney           | Express Advocate Stadium |                       |
| UTC+10 | UTC+10      |                        | (0 – 1) Rapport | 18′ David Carney | Gosford Publik: 9 627    | Gosford Publik: 9 627 |
| UTC+10 | UTC+10      |                        |                 |                  | Gosford Publik: 9 627    | Gosford Publik: 9 627 |
| UTC+10 | UTC+10      |                        |                 |                  | Gosford Publik: 9 627    | Gosford Publik: 9 627 |

## Skytteligan
| Rank | Spelare         | Lag                    | Mål |
| ---- | --------------- | ---------------------- | --- |
| 1    | Nik Mrdja       | Central Coast Mariners | 3   |
| 2    | David Carney    | Sydney                 | 2   |
| 2    | Sasho Petrovski | Sydney                 | 2   |
| 4    | Andrew Packer   | Sydney                 | 1   |
| 4    | Stewart Petrie  | Central Coast Mariners | 1   |
| 4    | Ufuk Talay      | Sydney                 | 1   |